# Lovely Molly
Lovely Molly és una pel·lícula de terror sobrenatural nord-americana de 2011 dirigida per Eduardo Sánchez. La pel·lícula inicialment tenia un títol provisional de La possessió, però més tard es va canviar a Lovely Molly. La trama segueix els recent casats Molly i Tim mentre es traslladen a la casa de la infància de la núvia, on records dolorosos i un poderós dimoni aviat comencen a perseguir Molly.

## Argument
La pel·lícula s'obre amb una gravació de vídeo de Molly demanant disculpes per les seves accions i intentant tallar-li la gola amb un ganivet. La data és el 16 d'octubre de 2011, i bona part de la pel·lícula es revela en flashback.
Tim (Johnny Lewis) i Molly es casen i es muden a la casa de la infància de la Molly. Esdeveniments estranys a la casa aviat plaguen a la parella. Tim ha d'abandonar la ciutat durant uns dies, deixant sola a Molly, una addicta a l'heroïna en recuperació. La pel·lícula revela un santuari subterrani amagat al cobert. A l'habitació de la seva infància, la Molly sent plorar al seu armari. Al retorn de Tim, descobreix la Molly nua i mirant en blanc un racó del dormitori, semblant delirant.
La Molly comença a gravar els seus veïns, una nena i la seva mare que viuen a prop. Es troba amb forces paranormals a la casa i a la feina, on escolta un home cantant la cançó tradicional "Lovely Molly". L'endemà, el cap de la Molly li mostra les imatges de la càmera de vigilància, que mostra a la Molly completament sola baixant-se els pantalons i fent una sacsejada de manera sexual contra la paret. En resposta, la Molly crida que, de fet, va ser agredida sexualment per algú que no podia veure perquè estava darrere d'ella. Molly es torna histèrica i és enviada a casa. El seu estat empitjora a mesura que filma i parla amb un cérvol mort, i intenta seduir el pastor local. Tement per la seva seguretat, en Tim la porta al metge, però està sana. Aquella nit, la Molly ataca en Tim i es mossega els llavis, gairebé se'ls arrenca. Al soterrani, Hannah descobreix que la Molly ha guardat un cérvol podrit que apunyala, cridant que el seu pare li va dir que Hannah el va matar. Hannah diu que s'estava protegint a ella mateixa i a la jove Molly del seu pare, i li demana que vingui a viure amb ella. La Molly riu, dient que si ho fa, el seu pare matarà el fill de l'Hannah, Peter.
Molly continua filmant en secret els veïns. Mentre un Tim angoixat s'asseu amb la mare de la jove al sofà, és clar que els coneixen, i ella li fa sexe oral. El pastor Bobby visita la Molly, que surt nua, i els dos s'abracen. Poc després, el pastor Bobby es veu a la banyera, mort i cobert de mossegades. Tim se'n va a casa i troba la càmera de vídeo sonant, mostrant una gravació d'ell mateix amb la veïna. Molly el copeja i el mata clavant-lo al cap amb un tornavís, de la mateixa manera que el pastor Bobby va ser assassinat. Més tard es veu la policia excavant al bosc per revelar el cos de la jove mentre la mare plora. La Molly abandona el lloc i s'estira nua i plorant a terra fins que la seva actitud canvia bruscament i somriu. Ella surt nua cap a una figura alta amb ulls brillants, un cap de cavall i el cos d'un home (semblant al dimoni Orobas).
Després, la casa de la parella està a la venda. Ha passat el temps sense cap resposta sobre el parador de Molly o la seva desaparició. A la seva vella habitació, la Hannah troba l'àlbum de fotos familiar a terra. En ella, veu que la cara del seu pare ha estat coberta amb caps de cavall de la seva col·lecció de marcs. En sentir un soroll de l'armari, l'obre i en un estat de tràngol s'acosta cap a alguna cosa que no es veu, semblant al descobriment de Molly anteriorment.

## Repartiment
- Gretchen Lodge com a Molly[3]
- Johnny Lewis com a Tim
- Alexandra Holden com a Hannah
- Ken Arnold com a Samuels
- Field Blauveltas Pastor Bobby
- Kevin Murray com a Ron Hensley
- Lauren Lakis com a Lauren
- Daniel Ross com a Victor

## Producció
El rodatge de Lovely Molly va començar a finals de 2010 a Hagerstown (Maryland), i una de les localitzacions de rodatge fou Dahlgren Chapel.
Parlant de les escenes de nus, Eduardo Sánchez va dir que Gretchen Lodge va ser un dels actors més valents que s'ha trobat mai.

## Banda sonora
La partitura de Lovely Molly va ser composta per la banda de post-rock de Chicago Tortoise, i gravada als estudis de música electrònica Soma de John McEntire. La cançó principal "Lovely Molly" és un arranjament de la cançó popular "Courting is a Pleasure" (Roud 454), una balada tradicional d'emigració que ha estat gravada per artistes com The Stanley Brothers (el 1961) , Norma Waterson (el 1977) i Nic Jones (el 1980). La pel·lícula també conté el cançó "Wish I May", de la banda nord-americana de heavy metal Breaking Benjamin.

## Recepció
La recepció crítica de Lovely Molly va ser mixta, va rebre un 44% de qualificació "podrit" a Rotten Tomatoes basat en 39 ressenyes.
Lovely Molly va rebre crítiques positives de The New York Times i de A.V. Club, amb aquest últim elogiant l'actuació de Gretchen Lodge i comparant favorablement la pel·lícula amb Repulsió (1965) de Roman Polanski. Little White Lies també va elogiar tant la "actuació transformadora" de Lodge com el to "desafiant ambigu" de Sánchez, mentre que Toronto.com va escriure que "n'hi ha prou de les coses adequades a Lovely Molly: un sentit generalitzat de por, una presència implacablement malvada i una heroïna condemnada, per deixar una impressió inquietant i duradora."
The Globe and Mail va massacrar la pel·lícula, escrivint que "Alguns dels efectes de xoc de Lovely Molly desorienten amb èxit, però massa de les seves idees són reductores i histriòniques." The Newark Star-Ledger també va criticar la pel·lícula, afirmant que representava "coses que hem vist abans". The Guardian va donar dues estrelles a la pel·lícula, afirmant que "la pel·lícula ens presenta massa coses no merescudes revelacions, i es desfà."